# Hyparrhenia collina
Hyparrhenia collina là một loài thực vật có hoa trong họ Hòa thảo. Loài này được (Pilg.) Stapf mô tả khoa học đầu tiên năm 1918.